# Josef Tautenhayn
Josef Tautenhayn (født 5. maj 1837 i Wien, død 1. april 1911 sammesteds) var en østrigsk medaljør og billedhugger.